# Carlos Alberto Dias
Carlos Alberto Dias (* 5. květen 1967) je bývalý brazilský fotbalista a reprezentant.

## Reprezentační kariéra
Carlos Alberto Dias odehrál za brazilský národní tým v roce 1992 celkem 1 reprezentační utkání.

## Statistiky
| Brazílie | Brazílie | Brazílie |
| Roky     | Zápasy   | Góly     |
| -------- | -------- | -------- |
| 1992     | 1        | 0        |
| Celkem   | 1        | 0        |